# Budihal, Koppal
Budihal là một làng thuộc tehsil Koppal, huyện Koppal, bang Karnataka, Ấn Độ.